# Фрідріх Вільгельм Вандель
Фрідріх Вільгельм Вандель (нім. Friedrich Wilhelm Wandel; 24 липня 1915, Шлохау, Німецька імперія — 26 жовтня 1943, Борисов, БРСР) — німецький офіцер, майор вермахту. Кавалер Лицарського хреста Залізного хреста.

## Біографія
Учасник Німецько-радянської війни, командир 1-го батальйону 347-го гренадерського полку 197-ї піхотної дивізії. Був важко поранений в Білорусі, згодом помер в лікарні і був похований на місцевому військовому цвинтарі. Імовірно, могила була знищена радянською владою і станом на 2019 рік не була знайдена.

## Сім'я
Третій з чотирьох братів Вандель.
- Армін Вандель
- Йоахім Вандель
- Гайнц-Гюнтер Вандель (15 січня 1919 — липень 1943, Орел) — гауптман і командир панцергренадерської роти. Загинув під час операції «Цитадель».

## Нагороди
- Залізний хрест 2-го і 1-го класу
- Штурмовий піхотний знак в сріблі
- Німецький хрест в золоті (5 вересня 1943)
- Лицарський хрест Залізного хреста (27 жовтня 1943, посмертно)